# Piosenki dla dzieci od lat 5 do 155
Piosenki dla dzieci od lat 5 do 155 – czwarty album zespołu Chłopcy z Placu Broni wydany w 1994 roku nakładem wytwórni MJM Music PL.
Jest to zapis akustycznego występu zespołu w Polskim Radiu Łódź, jaki miał miejsce jesienią 1993. Projekt graficzny: Magdalena Bauer.

## Lista utworów
źródło:
| Nr  | Tytuł utworu                        | Długość |
| --- | ----------------------------------- | ------- |
| 1.  | „Szukałem ciebie”                   | 2:46    |
| 2.  | „Jestem niewolnikiem”               | 3:28    |
| 3.  | „Kiedy już będę dobrym człowiekiem” | 5:21    |
| 4.  | „Gwiazdy spadają z nieba”           | 4:40    |
| 5.  | „Kocham wolność”                    | 4:36    |
| 6.  | „Dzisiaj to możesz być ty”          | 3:48    |
| 7.  | „Kocham cię”                        | 6:40    |
| 8.  | „Jesteśmy nieśmiertelni”            | 1:35    |
| 9.  | „Wczoraj”                           | 2:37    |
| 10. | „Spoko spoko Orinoko”               | 4:59    |
| 11. | „To koniec”                         | 1:10    |
| 12. | „Bis (bonus)”                       | 1:37    |
|     |                                     | 43:17   |

## Twórcy
- Bogdan Łyszkiewicz – śpiew, gitara
- Franz Dreadhunter – gitara basowa
- Jacek Królik – gitara
- Piotr Kruk – gitara
- Wojciech Namaczyński – perkusja

gościnnie
- Ewa – skrzypce
- Kama – skrzypce